# Асасини
Асасин (из арапске речи хашишијин - предани хашишу) је израз за убицу-атентатора који су Европом проширили Марко Поло и летописци крсташких ратова. Првенствено означава милитантну секту, измаелите низаритске гране, који су били укопани у својим орловским гнездима у Сирији, а нарочито у неосвојивим утврђењима у близини Каспијског мора у Персији. Најпознатија је тврђава Аламут. 
Познати аламутски асасини су били врло опасне убице, који су претили сунитскима вођама јер су били претња шиитима. Пре извршење убиства узели би коцку хашиша и тако омамљени лакше спровели атентат на важне особе.
Међу главним жртвама исмаелитских асасина су:
- абасидски калиф Ал Мустаршид
- персијски велики везир турских селџука Низам ал-Мулк
- крсташки вођа Конрад Монфератски

Чак је и Саладин био неколико пута мета Асасина.
Ред асасина је на Аламуту 1090. установио Хасан ел Саба. (познат и као „Старац са горе“) 1256. године ред уништавају Монголи, а 1273. од мамелушког султана Бајбарса пада и последње упориште исмаелита. Ред Асасина и њихову историју живо је описао словеначки аутор Владимир Бартол у роману Аламут.
Реч „асасин“ данас означава атентаторе на познате личности.